# Galvarino (Mapuche)

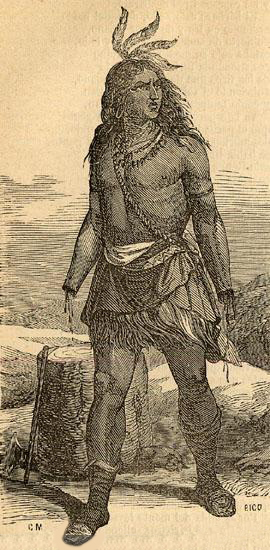
Galvarino mit abgehackten Händen

Galvarino († 30. November 1557) war ein Krieger der Mapuche in der Frühphase des Arauco-Kriegs.

## Kämpfe
Galvarino nahm am 8. November 1557 an der Schlacht von Lagunillas nahe dem Río Bío Bío zwischen den Mapuche und García Hurtado de Mendoza teil und wurde wie andere 150 Mapuche dabei gefangen genommen. Um die restlichen Mapuche abzuschrecken, wurden Galvarino beide Hände abgehackt, auch den anderen Gefangenen wurden Körperteile abgetrennt, ehe die Spanier die Mapuche wieder freiließen.
Nach seiner Rückkehr zur Gruppe der Mapuche zeigte Galvarino seine Wunden und verlangte Vergeltung und höhere Kampfbereitschaft als unter dem alten Anführer Lautaro. Seines Muts und seiner Würde wegen wurde er zum Kaziken ernannt. Wenige Tage später nahm er am 30. November 1557, mit an die Armstümpfe gebundenen Waffen, gemeinsam mit Caupolicán an der Schlacht von Millarapue teil. Galvarino und Caupolicán wurden im Lauf der Kampfhandlung beide gefangen genommen, so auch weitere 3.000 Mapuche. García Hurtado de Mendoza ordnete seine Exekutierung an; über Galvarinos genaue Todesursachen gibt es verschiedene Berichte, sie reichen von Pfählung über Hängen bis zur Tötung durch Hunde.